# شرم ينبع

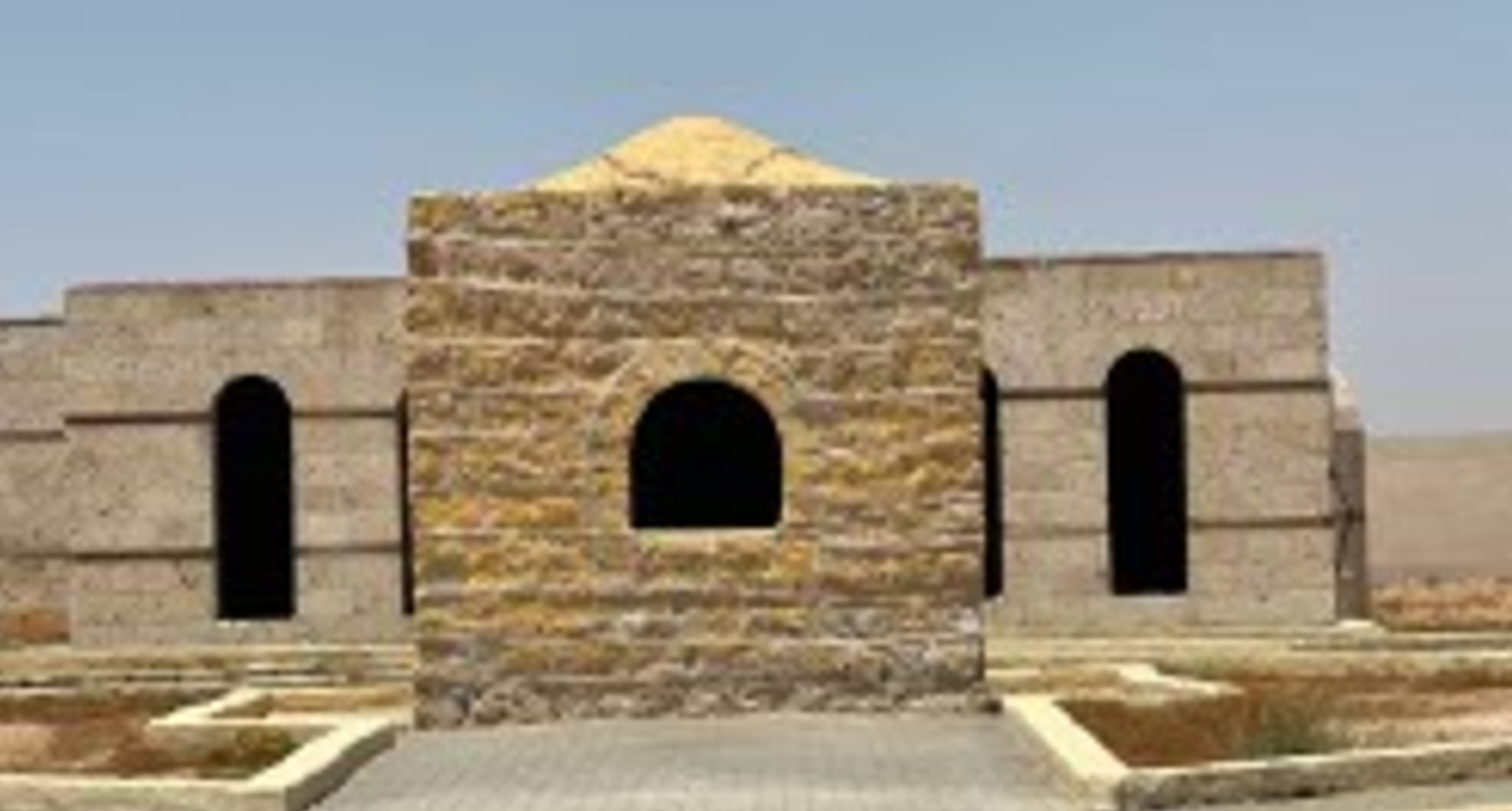
جزء متبقي من فرن ينبع أو فرن شرم رضوى

شرم ينبع مُسطح مائي، يطلع على البحر الأحمر.
يقع شرم ينبع إلى الشمال مباشرة من مدينة ينبع البحر٬ ويعد من أكبر الشروم في ساحل منطقة المدينة المنورة وأكثرها اتساعًا، ويتفرع الشرم إلى فرعين مباشرة بعد فتحته الرئيسة على البحر الأحمر٬ ويتخذ الفرعان شكل الثنيات النهرية للأودية التي أسهمت في نشأة الشرم٬ ومن أهمها وادي وزرة الذي يصب في الفرع الشرقي٬ ووادي الكبت الذي يصب في الفرع الشمالي. وقد شق الشرم مجراه الرئيس ومعظم أطوال الفرعين الرئيسين على عتبة مرفوعة من صخور الحجر الجيري المرجاني ترتفع ستة أمتار فوق مستوى سطح البحر. وتحيط الجروف حاليا بسواحل فرعي الشرم٬ كما تحيط السباخ بالأطراف الشمالية لفرعي الشرم. أما الأعماق التي وصل إليها الشرم فهي لا تزيد على 20 متر إلا في مدخل الشرم الرئيس.